# 王人博
王人博（1958年—），中国宪法学者，山东莱西人。

## 简历
1979年进入西南政法学院法律系学习，1983年获法学学士学位，后留校任教，在西南政法学院（现西南政法大学）执教长达19年。1986年在母校跟随林向荣教授攻读外国法制史，1989年获法学硕士学位，1999年攻读中国政法大学法律史专业博士研究生学业，2001年获法学博士学位。在母校任教时，先后被评为讲师、副教授、教授，曾任《现代法学》和《西南政法大学学报》主编。2002年应中国政法大学的邀请到北京，在中国政法大学教授宪法。现任中国政法大学教授、博士生导师，《政法论坛》主编。
王人博代表性著作《法治论》（与程燎原合著）是90年代在国内外具有影响的一本学术著作，其他著作包括《宪政文化与近代中国》、《宪政的中国之道》等；代表性学术论文有《民权词义考论》、《宪法的中国性》、《庶民的胜利》、《权利与技术》、《宪政的中国语境》等；另著有随笔集《桃李江湖》。

## 主要著作
- 《法治论》（与程燎原合作），山东人民出版社1989年；
- 《宪政文化与近代中国》，法律出版社1997年；
- 《中国近代宪政思潮》，法律出版社2002年；
- 《宪政的中国之道》，山东人民出版社2003年；
- 《桃李江湖》，中国政法大学出版社2007年；